# Шифферер, Андреас
Андреас Шифферер (нем. Andreas Schifferer, 3 августа 1974, Радштадт) — австрийский горнолыжник, мастер скоростного спуска, выступавший за сборную Австрии с 1994 по 2006 год. Участвовал в двух зимних Олимпийских играх, в 2002 году в Солт-Лейк-Сити получил бронзовую медаль за супергигант.
Лыжами стал заниматься с трёх лет, по окончании общеобразовательной школы поступил в специализированную лыжную гимназию в Штамсе, после чего был принят в национальную команду Австрии и дебютировал в Кубке мира сезона 1994—1995. В том же году принял участие в Кубке Европы и сразу же выиграл два скоростных спуска, в других дисциплинах также не уступал лидерам и по итогам сезона оказался победителем первенства. В следующем году на этапе в Адельбодене одержал первую победу в Кубке мира. В 1997 году удостоился бронзы Чемпионата мира, финишировав третьим в программе скоростного спуска. 1998 год для Шифферера был не менее успешным, спортсмен выиграл Кубок мира всё в том же скоростном спуске и в общем зачёте занял второе место, уступив соотечественнику Херманну Майеру. Вместе с национальной сборной ездил на Олимпийские игры в Нагано, однако выступил там сравнительно неудачно, заняв седьмое место в скоростном спуске и девятнадцатое в супергиганте.
В сезоне 1998—1999 Шифферер продолжил побеждать в своей излюбленной дисциплине, скоростном спуске, за два дня дважды пришёл первым и по итогам Кубка мира удостоился серебра. Тем не менее, прошлогодний кубковый успех повторить не смог, в общем зачёте добрался только до шестой позиции. Наибольший успех спортсмена связан с Олимпиадой в Солт-Лейк-Сити, где он совершил главное своё достижение — выиграл бронзовую медаль в супергиганте, пропустив вперёд Четиля Андре Омодта и Штефана Эберхартера.
Парадоксально, что с декабря 1999 года до самого момента завершения карьеры Шифферер ни разу больше не выигрывал награды Кубка мира, хотя подиумы различных этапов получал неоднократно. В последнем своём сезоне 2005—2006 выступал крайне неудачно, и среди всех этапов лучший результат показал в Валь-Гардене, финишировав девятым. 13 декабря 2006 года собрал пресс-конференцию и объявил о завершении спортивной карьеры.